# 두마초등학교
두마초등학교는 대한민국 충청남도 계룡시 두마면 두계리에 있는 공립 초등학교다.

## 학교 연혁
- 1923년 6월 1일 두마공립보통학교(4년제) 개교설립인가 3월 21일
- 1926년 4월 1일 6년제로 개편
- 1938년 4월 1일 교명 변경 (두마공립심상소학교)
- 1941년 4월 1일 교명 변경 (두마공립국민학교)
- 1981년 3월 1일 병설유치원 개원
- 1996년 3월 1일 두마초등학교로 개칭
- 2007년 2월 5일 BTL사업으로 (구)벌곡중에 임시 이전
- 2008년 2월 1일 BTL사업으로 완료 개축
- 2013년 2월 15일 제89회 졸업(졸업생 7,644명)
- 2013년 3월 1일 23학급 인가 (특수학급 1학급 포함), 유치원 2학급 편성
- 2014년 2월 18일 제90회 졸업(졸업생 7,724명)
- 2014년 3월 1일 초등학교25학급(특수학급 1학급 포함), 유치원 2학급 편성

## 참고 자료
- 두마초등학교 - 한국교육학술정보원 학교알리미